# Trois Colocs et un bébé
 (mars 2013).
Si vous disposez d'ouvrages ou d'articles de référence ou si vous connaissez des sites web de qualité traitant du thème abordé ici, merci de compléter l'article en donnant les références utiles à sa vérifiabilité et en les liant à la section « Notes et références ».
Pour plus de détails, voir Fiche technique et Distribution.
Trois Colocs et un bébé (Life Happens) est une comédie romantique américaine écrit et réalisé par Kat Coiro (en), sortie en 2013.

## Synopsis
Le jour où Kim tombe enceinte, la vie de cette dernière et de ses deux colocataires, Deena et Laura, va changer du tout au tout.

## Fiche technique
- Titre initial : Life Happens
- Titre français : Trois Colocs et un bébé
- Réalisation & scénario :  Kat Coiro
- Société de production : Stardust Pictures, en association avec Dot Dot Dot Productions
- Société de distribution : Lionsgate
- Pays : USA & Canada
- Langue : anglais américain
- Date de sortie :
  - USA : 18 juin 2011 (Los Angeles Film Festival), 23 mars 2012 (Atlanta Film Fest), 13 avril 2012

## Distribution
- Krysten Ritter : Kim
- Kate Bosworth (VFB : Marcha Van Boven) : Deena
- Rachel Bilson (VFB : Séverine Cayron) : Laura
- Geoff Stults : Nicholas
- Justin Kirk : Henry
- Fallon Goodson : Jayde
- Andrea Savage : Patti
- Kristen Johnston : Francesca
- Rhys Coiro (VFB : Sébastien Hébrant) : Marc
- Jason Biggs (VFB : Philippe Allard) : Sergeï

Source et légende : Version francophone belge (VFB) relevé sur le DVD zone 2